# Alexandria (Indiana)
Alexandria es una ciudad ubicada en el condado de Madison en el estado estadounidense de Indiana. En el Censo de 2010 tenía una población de 5145 habitantes y una densidad poblacional de 756,18 personas por km².

## Geografía
Alexandria se encuentra ubicada en las coordenadas 40°15′30″N 85°40′34″O / 40.25833, -85.67611. Según la Oficina del Censo de los Estados Unidos, Alexandria tiene una superficie total de 6.8 km², de la cual 6.8 km² corresponden a tierra firme y (0%) 0 km² es agua.

## Demografía
Según el censo de 2010, había 5145 personas residiendo en Alexandria. La densidad de población era de 756,18 hab./km². De los 5145 habitantes, Alexandria estaba compuesto por el 97.38% blancos, el 0.35% eran afroamericanos, el 0.12% eran amerindios, el 0.23% eran asiáticos, el 0.02% eran isleños del Pacífico, el 0.84% eran de otras razas y el 1.07% pertenecían a dos o más razas. Del total de la población el 1.73% eran hispanos o latinos de cualquier raza.